# Кордонский, Хаим Борисович
Хаим Борисович Кордонский (Тула, Россия, 1919 — Бостон, США, 1999) — советский математик, доктор технических наук, профессор Рижского Краснознамённого института инженеров гражданской авиации; специалист в области теории вероятностей и теории надёжности, руководитель разработки первой в мире компьютерной системы для создания расписания движения самолётов. Заслуженный деятель науки Латвийской ССР, лауреат Государственной премии Латвийской ССР.

## Биография
Хаим Борисович Кордонский родился в Туле в 1919 году. После окончания средней школы поступил и в 1941 году окончил математико-механический факультет Ленинградского государственного университета по специальности «механик». Вступил в Народное ополчение, был слушателем ускоренных курсов в Ленинградской военно-воздушной академии имени Можайского, после которой ушел воевать в ВВС, а затем стал заместителем главного инженера на Авиаремонтном заводе.
Инженер-подполковник.
С 1947-го по 1950 год учился в Адъюнктуре Ленинградской военно-воздушной академии на отделении математики, под руководством академика Ю. В. Линника, что определило научные интересы Кордонского в области теории вероятностей и математической статистики.
После окончания адъюнктуры и защиты в 1950 г. кандидатской диссертации получил распределение в Рижское высшее военное авиационное училище.
Первые научные исследования Кордонского были посвящены организации статистического (выборочного) контроля качества продукции, который разрабатывала ленинградская математическая школа, из которой он и вышел. В 1950—1955 гг. под руководством Хаима Борисовича внедрялись статистические методы контроля качества продукции на многих рижских предприятиях: заводе ВЭФ, Автоэлектроприбор, Вагоностроительном и Дизельном.
После реорганизации военного училища в гражданский вуз Хаим Борисович Кордонский стал организатором  кафедры технологии и ремонта, производства летательных аппаратов и авиадвигателей. Он подбирал коллектив преподавателей, прорабатывал направления научной работы, в которой могли бы участвовать работники и аспиранты кафедры. Одной из первых и важнейших тем стали форсированные испытания авиатехники и оценка её ресурса.
В 1963 году на базе Рижской лаборатории автоматизации полётов РКИИГА был организован Научно-вычислительный центр Гражданской авиации, где с 1965 года начал работать Кордонский, который впоследствии почти три десятилетия совмещал работу в вузе с научным руководством работ НВЦ ГА (в 1971 году центр был преобразован в Центральный НИИ автоматизированных систем управления гражданской авиации, ЦНИИ АСУ ГА). Темой Кордонского была компьютеризация составления Центрального расписания движения самолётов крупнейшей в то время авиакомпании мира «Аэрофлот».
На протяжении ректорства А. И. Пугачёва (1964—1972) Х. Б. Кордонский был его нештатным советником по вопросам развития института. Они также плотно сотрудничали в научной работе: Пугачёв руководил кафедрой технической эксплуатации летательных аппаратов и двигателей, для которой Кордонский помогал применять математические методы исследований.
Кордонский выступал против необдуманной политики руководства Латвийской ССР, поощрявшего в период перестройки деятельность национально ориентированного Народного фронта Латвии, и подчеркивал на конкретных примерах вклад советской власти в развитие науки и техники в республике, однако не был услышан. В этот период обе его дочери переехали на постоянное жительство в США.
В 1993 году, после закрытия РКИИГА, Кордонский также эмигрировал в США. Работал в Бостоне вместе со своим учеником Ильёй Герцбахом.
Хаим Борисович скончался в 1999 году. В память о нём в 2000 году его ученики организовали в Рижском техническом университете конференцию «Надежность и статистика на транспорте и связи», на которую приехала дочь профессора Инна Кордонская-Френкель. Затем конференция проходила на базе Института транспорта и связи, а Инна Кордонская-Френкель основала фонд, предоставляющий гранты по трём основным направлениям: приобретение литературы в учебную библиотеку одного из последователей РКИИГА, рижского Института транспорта и связи, ко-спонсирование международной ежегодной конференции «Надежность и статистика на транспорте и связи» и стипендии студентам института, показавшим выдающиеся математические и аналитические способности.

## Награды
- «За оборону Советского Заполярья» (01.05.1944).
- «За победу над Германией в Великой Отечественной войне 1941–1945 гг.» (09.05.1945).
- «За боевые заслуги» (19.11.1951).
- Орден Красной Звезды (30.12.1956).
- Заслуженный деятель науки и техники Латвийской ССР (1969).
- Государственная премия Латвийской ССР (1985).

## Вклад в науку
Вся научная и преподавательская карьера Кордонского связана с РКИИГА. Он считается одним из основоположников теории надёжности, ему принадлежит первая монография по применению теории вероятностей для решения реальных задач. Книга «Приложения теории вероятности в инженерном деле» вышла в Физматгизе в 1963 году, её рецензентом был академик Юрий Владимирович Линник, крупнейший в СССР специалист в теории вероятностей и математической статистике.
Хаим Борисович также занимался научными задачами в статистике, медицине и технической диагностике. Он вёл совместные исследования с кафедрой математической статистики Факультета вычислительной техники и кибернетики МГУ во главе с академиком Юрием Васильевичем Прохоровым, сотрудничал с академиком А. Н. Колмогоровым, говоря шутливо: «Когда Андрей Николаевич начинает делиться со мной своими идеями и задумками в работе, я порой на третьей минуте перестаю понимать его». Совместно с доктором медицинских наук, кардиологом Ю. В. Аншелевичем Кордонский изучал применение математических методов в прогнозировании сердечной аритмии.
Под руководством Кордонского на аналоговых ЭВМ была разработана первая в мире компьютерная система, модулирующая расписание движения самолетов. Один из учеников Кордонского, доктор наук и профессор Александр Михайлович Андронов вспоминал: «Приходится только удивляться, как это было возможно: двухадресные вычислительные машины, работавшие непрерывно более суток для составления фрагмента расписания; перфоленты с составленным расписанием; линотипы, печатающие тираж. Задачу решили благодаря талантам Хаима Борисовича и самоотверженности молодого коллектива, верившего в него».
Профессор Кордонский подготовил 50 докторов и кандидатов наук, работающих сегодня по всему миру, среди которых:
- Александр Михайлович Андронов,
- Илья Борисович Герцбах,
- Юрий Михайлович Парамонов,
- Юрий Борисович Прибыльский.